# Wektor falowy
Wektor falowy – wektor oznaczany {\displaystyle {\overrightarrow {k}},} wskazujący kierunek rozchodzenia się fali i zwrot promienia fali. Wartość wektora falowego {\displaystyle k,} to liczba falowa:
{\displaystyle k=\left|{\overrightarrow {k}}\right|={\frac {2\pi }{\lambda }},}
gdzie:
{\displaystyle \lambda } – długość fali.
Fala opisuje drgania rozchodzące się w przestrzeni, jest zatem funkcją położenia i czasu:
{\displaystyle \psi ({\overrightarrow {r}},t)=A_{0}\cos(\omega t-{\overrightarrow {k}}\cdot {\overrightarrow {r}}+\varphi ).}
Wektor falowy jest uogólnieniem liczby falowej opisującej falę w ośrodku jednowymiarowym:
{\displaystyle \psi (z,t)=A_{0}\cos(\omega t-kz+\varphi )}

## W mechanice kwantowej
W mechanice kwantowej cząstki mają cechy zarówno falowe, jak i korpuskularne. Każdej cząstce o pędzie p odpowiada fala o wektorze falowym k:
{\displaystyle \mathbf {p} =\hbar \mathbf {k} ,}
co (dla cząstki nierelatywistycznej, gdy {\displaystyle v\ll c}) prowadzi do związku energii z wektorem falowym:
{\displaystyle E_{\mathbf {p} }=\hbar \omega ={\frac {\mathbf {p} ^{2}}{2m}}={\frac {\hbar ^{2}\mathbf {k} ^{2}}{2m}},}
gdzie {\displaystyle m} jest masą cząstki lub, w środowisku materialnym, masą efektywną {\displaystyle m^{*}.}